# Словесный, Алексей Николаевич
Алексей Николаевич Словесный (3 октября 1929 — 1 июня 2013) — советский и российский литератор, журналист, главный редактор журнала «Иностранная литература» (1993 — июль 2005).

## Карьера
Проработал в журнале полвека(1955—2005):
- референт,
- старший редактор,
- заведующий отделом,
- ответственный секретарь,
- заместитель главного редактора журнала «Иностранная литература»,
- главный редактор.

## Награды
Награждён государственными наградами СССР, Польши, России